# Kościół Matki Bożej Królowej Polski w Rutce-Tartaku
Kościół Matki Bożej Królowej Polski – rzymskokatolicki kościół parafialny należący do dekanatu Suwałki - Miłosierdzia Bożego diecezji ełckiej.
Jest to świątynia wzniesiona dzięki staraniom księży proboszczów S. Wasilewskiego i K. Chrzanowskiego oraz wiernych. W dniu 15 maja 1977 roku ksiądz biskup Mikołaj Sasinowski poświęcił kamień węgielny pod nowy kościół, a w dniu 1 czerwca 1980 roku go konsekrował. Świątynia jest wybudowana z cegły w formie arki i nakryta blachą, jej wymiary to: długość 25 metrów, szerokość 15 metrów, wysokość do sklepienia 9 metrów. W latach 1994–1998 została gruntownie wyremontowana. Z kolei w 2007 roku została podwyższona wieża świątyni, która obecnie wznosi się na wysokość 26,6 metrów.
W kościele znajdują się cztery ołtarze: główny z obrazem Matki Bożej Częstochowskiej, ołtarz boczny Świętych Apostołów Piotra i Pawła, oraz Miłosierdzia Bożego i ołtarz soborowy. Ołtarze boczne pochodzą ze starej świątyni. Ołtarz główny i soborowy są nowe i zostały wykonane z drewna dębowego. Wszystkie okna są ozdobione witrażami. Ściany dookoła świątyni są wyłożone boazerią z ławkami, natomiast w nawie głównej i kaplicy Świętych Apostołów Piotra i Pawła znajdują się ławki modrzewiowe w nawie. Wnętrze kościoła jest dobrze oświetlone przez 6 okien i 5 żyrandoli. Stacje Drogi Krzyżowej zostały wykonane w roku 1978 przez Annę Gołębiowską-Patejuk i Kazimierza Patejuka techniką malowania na tynku, czyli sgraffito.